# Sphoeroides lispus
Sphoeroides lispus és una espècie de peix de la família dels tetraodòntids i de l'ordre dels tetraodontiformes.

## Morfologia
- Els mascles poden assolir 35,2 cm de longitud total.[4][5]

## Hàbitat
És un peix marí, de clima subtropical i demersal que viu entre 5-20 m de fondària.

## Distribució geogràfica
Es troba al Pacífic oriental: des del Golf de Califòrnia fins a Baja Magdalena (Mèxic).

## Observacions
És inofensiu per als humans.